# Abigail Spencer
Abigail Leigh Spencer (* 4. srpna 1981, Gulf Breeze, Florida, Spojené státy americké) je americká herečka. Svojí kariéru zahájila rolí v mýdlové opeře All My Children, ve které hrála od roku 1999 do roku 2001, poté začala hrát v kriminálním dramatu Angelin tým. Objevila se také v několika filmech jako Náměsíčný (2010), Kovbojové a vetřelci (2011), Tohle je válka! (2012) nebo Co by kdyby (2014). Na televizních obrazovkách se také objevila v seriálu Kravaťáci, Šílenci z Manhattanu a Temný případ. V roce 2016 začala hrát hlavní roli v seriálu stanice NBC Timeless.

## Životopis
Spencer se narodila v Gulf Breeze na Floridě. Je dcerou Lydie Ann (rozené Brown) a Yancyho Spencera III. Má dva bratry, Yancyho Spencera IV. (narozený 1973) a Sterlinga Spencera (narozený 1986).

## Kariéra
První velká herecká role přišla s rolí Rebeccy Tyree v mýdlové opeře stanice ABC All My Children. V seriálu hrála od června 1999 dodubna 2001. Později hrála v seriálu stanice Lifetime Angelin tým. Následující roky hrála hostující a vedlejší role v seriálech jako Kriminálka Las Vegas, Private Practice, Castle na zabití, Jak jsem poznal vaši matku, Šílenci z Manhattanu, Sestra Hawthornová a Kravaťáci.
Spencer se také objevila v několika filmech Náměsíčný (2010), Kovbojové a vetřelci (2011), Tohle je válka! (2012) nebo Co by kdyby (2014). V roce 2013 získala roli Amanthy Holden v dramatickém seriálu Rectify. Za roli získala nominace na ceny Critics' Choice Award a Satellite Award. Za roli ve filmu Beautiful Now získala nominaci na cenu pro nejlepší herečku na Filmovém festivalu v Madridu. V říjnu 2014 se připojila k obsazení seriálu Temný případ. V roce 2016 získala hlavní roli v seriálu stanice NBC Timeless.

## Osobní život
V roce 2004 se provdala za Andrewa Pruetta a v roce 2012 zažádala o rozvod. Mají spolu syna Romana.

## Filmografie

### Film
| Rok  | Název                                  | Role            | Poznámky                                                                              |
| ---- | -------------------------------------- | --------------- | ------------------------------------------------------------------------------------- |
| 2001 | Campfire Stories                       | Melissa         |                                                                                       |
| 2003 | Truth and Dare                         | Skye            |                                                                                       |
| 2005 | Fathers and Sons                       | Clarissa        |                                                                                       |
| 2005 | A Coat of Snow                         | Sandy           |                                                                                       |
| 2006 | Hooked                                 | Wendy           | krátkometrážní film                                                                   |
| 2007 | Passing the Time                       | Jessica         | krátkometrážní film                                                                   |
| 2007 | Jekyll                                 | Talia Carew     |                                                                                       |
| 2010 | Náměsíčný                              | Gwen            |                                                                                       |
| 2011 | Kovbojové a vetřelci                   | Alice           |                                                                                       |
| 2012 | Tohle je válka!                        | Katie           |                                                                                       |
| 2012 | Na divoké vlně                         | Brenda Hesson   |                                                                                       |
| 2013 | Hrůza v Connecticutu 2: Duch Georgie   | Lisa Wyrick     |                                                                                       |
| 2013 | Mocný vládce Oz                        | May             |                                                                                       |
| 2013 | Kilimanjaro                            | Yvonne          |                                                                                       |
| 2013 | Here and Now                           | Woman           | krátkometrážní film                                                                   |
| 2014 | Beautiful Now                          | Romy            | nominace – Mezinárodní filmový festival v Madridu - cena v kategorii nejlepší herečka |
| 2014 | Co by kdyby                            | Quinn Altman    |                                                                                       |
| 2014 | The Pieces                             | Vanessa         | krátkometrážní film                                                                   |
| 2014 | The Forger                             | Agent Paisley   |                                                                                       |
| 2015 | H8RZ                                   | Laura Sedgewick |                                                                                       |
| 2016 | The Sweet Life                         | Lolita          |                                                                                       |
| 2017 | The Heyday of the Insensitive Bastards | Abigail         |                                                                                       |

### Televize
| Rok        | Název                      | Role                  | Poznámky |
| ---------- | -------------------------- | --------------------- | --- |
| 1999–2001  | All My Children            | Rebecca 'Becca' Tyree | Soap Opera Digest Award v kategorii Nejlepší nováček - žena(2000) |
| 2005       | Kriminálka Las Vegas       | Becky Lester          | díl: „Bite Me“ |
| 2005       | Introducing Lennie Rose    | Lennie Rose           | televizní pilot |
| 2006       | Instinkt zabijáka          | Violet Summers        | díl: „Love Hurts“ |
| 2006       | Gilmorova děvčata          | Megan                 | díl: „Bridesmaids Revisited“ |
| 2006       | Angelin tým                | Angela Henson         | hlavní role, 13 díů |
| 2007       | Posel ztracených duší      | Cindy Brown           | díl: „Speed Demon“ |
| 2007, 2014 | Jak jsem poznal vaši matku | Blah Blah (Carol)     | 2 díly |
| 2008       | Welcome to the Captain     | Claire Tanner         | díl: „The Letter“ |
| 2008       | Sběratelé kostí            | Phillipa Fitz         | díl: „The Man in the Mud“ |
| 2008       | Za svitu měsíce            | Simone Walker         | díl: „Sonata“ |
| 2009       | Rex Is Not Your Lawyer     | Lindsey Steers        | televizní pilot |
| 2009       | Private Practice           | Rachel                | díl: „Ex-Life“ |
| 2009       | Šílenci z Manhattanu       | Suzanne Farrell       | vedlejší role, 6 epizod |
| 2009       | Castle na zabití           | Sarah Reed            | díl: „One Man's Treasure“ |
| 2010       | Za branou                  | Ashley Carter         | díl: „The Girlfriend Experience“ |
| 2010       | Sestra Hawthornová         | Dr. Erin Jameson      | vedlejší role, 8 dílů |
| 2011       | Grace                      | Sarah Grace           | televizní pilot |
| 2011–16    | Kravaťáci                  | Dana 'Scottie' Scott  | vedlejší role, 12 dílů |
| 2012–13    | Žhavá láska                | Annie                 | 16 díů |
| 2013       | NTSF:SD:SUV                | Abigail               | díl: „Comic Con-Air“ |
| 2013–16    | Rectify                    | Amantha Holden        | hlavní role nominace – Critics's Choice Television Award v kategorii Nejlepší herečka ve vedlejší roli v dramatickém seriálu (2013) nominace – Satellite Award v kategorii Nejlepší herečka v televizním seriálu - drama (2014) |
| 2015       | Temný případ               | Gena Brune            | vedlejší role, 6 dílů |
| 2016       | Comedy Bang! Bang!         | Vanna                 | díl: „Zach Galifianakis Wears Rolled Khakis and Shoes With Brown Laces“ |
| 2016–dosud | Timeless                   | Lucy Preston          | hlavní role |
| 2017       | Chirurgové                 | Megan Hunt            | vedlejší role, 5 dílů |